# Безигхајм
Безигхајм (њем. Besigheim) град је у њемачкој савезној држави Баден-Виртемберг. Једно је од 39 општинских средишта округа Лудвигсбург. Према процјени из 2010. у граду је живјело 11.656 становника. Посједује регионалну шифру (AGS) 8118007.

## Географски и демографски подаци
Безигхајм се налази у савезној држави Баден-Виртемберг у округу Лудвигсбург. Град се налази на надморској висини од 202 метра. Површина општине износи 16,8 km².

## Становништво
У самом граду је, према процјени из 2010. године, живјело 11.656 становника. Просјечна густина становништва износи 693 становника/km².

## Међународна сарадња
| Мјесто     | Држава               | Врста сарадње | Од    |
| ---------- | -------------------- | ------------- | ----- |
| Батасек    | Мађарска             | партнерство   | 1992. |
| Њутон Абот | Уједињено Краљевство | партнерство   | 1979. |
|            | Француска            | партнерство   | 1966. |
| Извор      |                      |               |       |